# Hamdan Ballal
Hamdan Ballal Al-Huraini, né en 1989 à Susya en Cisjordanie, est un cinéaste et militant des droits de l'homme palestinien. En 2024, il co-réalise le documentaire No Other Land, qui remporte l'Oscar du meilleur film documentaire lors de la 97e cérémonie des Oscars le 2 mars 2025.

## Biographie

### Jeunesse
Hamdan Ballal est originaire de Susya, et est né en 1989.

### Carrière
Hamdan Ballal a travaillé comme agriculteur, photographe et chercheur. Il est bénévole pour l'organisation israélienne de défense des droits de l'homme B'Tselem en tant que chercheur sur le terrain.
En 2024, il co-réalise, aux côtés de Basel Adra, Yuval Abraham et Rachel Szor, le film documentaire No Other Land de 2024, sur les colonies israéliennes et la violence en Cisjordanie. En 2025, Le film est acclamé par la critique, remportant l'Oscar du meilleur long métrage documentaire lors de la 97e cérémonie des Oscars, le Panorama Audience Award du meilleur film documentaire et le prix du meilleur documentaire de la Berlinale au 74e Festival international du film de Berlin. No Other Land est le premier film de Hamdan, sur lequel lui et les autres réalisateurs ont travaillé sur une période de cinq ans.

### Agression et arrestation
Le 24 mars 2025, Hamdan Ballal, est agressé à son domicile à Susya, dans le sud de la Cisjordanie, par des colons israéliens armés. Blessé et ensanglanté, il est évacué en ambulance, mais des soldats israéliens entrent dans l'ambulance et embarquent Hamdan Ballal,,. Deux autres Palestiniens sont également arrêtés, sans contact possible avec leur avocate. Il est relâché par les autorités israéliennes 24 heures après (25 mars 2025), ayant passé selon son avocate « la nuit menotté et les yeux bandés dans une base militaire (israélienne), tandis que deux soldats le rouaient de coups »,. Selon Ouest France « ce harcèlement violent des villageois palestiniens est désormais quotidien en Cisjordanie occupée » et une « mise en abime » de son documentaire.

## Filmographie

### Documentaire
- 2024 : No Other Land

## Distinctions

### Récompenses
- 27e Panorama Audience Award à la Berlinale 2024 : 1re place du meilleur film documentaire avec No Other Land
- 74e Festival international du film de Berlin : prix du meilleur documentaire avec No Other Land
- 97e cérémonie des Oscars : meilleur film documentaire avec No Other Land